# Metacinabro
Il metacinabro è un minerale.